# Parc d'État d'Elk Knob
 (décembre 2023).
Si vous disposez d'ouvrages ou d'articles de référence ou si vous connaissez des sites web de qualité traitant du thème abordé ici, merci de compléter l'article en donnant les références utiles à sa vérifiabilité et en les liant à la section « Notes et références ».
Le parc d'État d'Elk Knob est un parc d'État de Caroline du Nord dans le comté de Watauga, d'une surface de 7,28 km² (1800 acres). Ouvert en 2003, c'est un des plus récents parcs publics de Caroline du Nord. Le parc d'État d'Elk Knob a été établi pour préserver l'état naturel d'Elk Knob, le deuxième pic le plus haut du comté de Watauga. Le parc est ouvert toute l'année pour les loisirs et est actuellement dans une phase d'équipement pour donner encore plus d'amusements aux visiteurs. Le Parc d'État d'Elk Knob est situé sur la Meat Camp Road, à 8,9 km (5.5 miles) de la North Carolina Highway 194, à 15,3 km (9.5 miles)au Nord de Boone, dans les Blue Ridge Mountains.

## Histoire
Le Parc d'État d'Elk Knob est appelé ainsi à cause du pic d'Elk Knob, le deuxième pic le plus haut du comté de Watauga, qui était menacé par des projets de construction de résidences de tourisme à la fin des années 1990 et au début des années 2000. Un groupe de citoyens inquiets, menés par l'association Nature Conservancy et les propriétaires de terre, s'associèrent pour acheter le pic d'Elk Knob et transférèrent les droits à la Caroline du Nord pour en faire une réserve naturelle, puis plus tard un parc d'État. Elk Knob est un pic d'amphibolite et constitue la source de la North Fork New River, un affluent de la New River, un des fleuves les plus vieux dans le monde.

## Écologie
Le parc est situé sur le sommet d'un sommet amphibolite qui lui donne une importance unique en terme écologique. L'amphibolite est une roche noire métaphorique qui est riche en nutriments et permet la pousse de plantes rares. Les montagnes d'Elk Knob et Rittle Knob, qui font partie du parc d'État d'Elk Knob, sont des sites écologiquement riches qui hébergent des diverses espèces de plantes rares comme le Rhododendron calendulaceum, la Platanthera grandiflora et l'Aconitum reclinatum.
Les forêts sont composées d'érables à sucre, de hêtres d'Amérique, de paviers jaunes et de bouleaux jaunes. Les arbres qui grandissent près des sommets de Rittle Knob et Elk Knob sont rachitiques du fait des températures basses, de l'altitude et des vents violents. Les arbres peuvent n'avoir que quelques pieds de haut mais avoir plus de cent ans. 
Les forêts du parc fournissent un habitat pour de nombreuses espèces comme le corbeau, l'ours noir, le lynx roux, le cerf de Virginie et le dindon sauvage. Dans la mesure où le parc est peu développé, ces espèces ont vécu dans un environnement peu perturbé par l'homme. Le développement qui a eu lieu au sein du parc a été fait dans un souci de minimiser les dégâts écologiques.

## Activités
Le parc d'État d'Elk Knob est un des nouveaux parcs de Caroline du Nord. Les loisirs y sont limités dans la mesure où les aménagements du parc n'ont pas été encore entièrement construits, et resteront malgré tout limités pour le maintenir comme zone naturelle. L'ancienne route qui mène au sommet d'Elk Knob est très pentue, caillouteuse et est très difficile à grimper. Un sentier de randonnées plus facile est en construction avec l'aide de volontaires. Une fois au somment, les randonneurs peuvent voir le mont Jefferson, la Grandfather Mountain, et le mont Mitchell.
Le camping n'est pas autorisé sur le parc. Une petite aire de pique-nique est en construction.